# Mikhaïl Pogodine
Pour les articles homonymes, voir Pogodine.
Mikhaïl Petrovitch Pogodine (en russe : Михаи́л Петро́вич Пого́дин),  né le 11 novembre 1800 (23 novembre dans le calendrier grégorien) à Moscou et mort à Moscou le 8 décembre 1875 (20 décembre dans le calendrier grégorien), est un historien, écrivain et journaliste russe qui fut aussi un grand collectionneur et poursuivit une carrière universitaire. Il était défenseur de la théorie viking (normande) de l'origine de l'État. Il fut nommé à l'académie des sciences de Russie en 1836. Fils de serfs (domestiques du comte Stroganov) émancipés en 1806, il termine l'université en 1821. Il appartenait au cercle philosophico-littéraire des «amants de la sagesse», dont faisaient partie entre autres Vénévitinov, Kireïevski, Chevyriov, Odoïevski, etc.

## Activités littéraires
Pogodine a édité l'almanach littéraire de poche Uranie («Урания») en 1826 à propos de la littérature russe, avec la collaboration d'Evgueni Baratynski, Dmitri Vénévitinov, Alexeï Merzliakov, Fiodor Tiouttchev, Alexandre Pojelaïev, Stepan Chevyriov, le prince Wiazemsky, par l'entremise duquel Pouchkine donne cinq poèmes à l'almanach. Pogodine lui-même publie sa nouvelle Le Miséreux («Нищий») (pp. 15—30). En 1834, Vissarion Belinski écrit que cette nouvelle était remarquable «par la représentantion fidèle des mœurs des gens simples de Russie, par la chaleur des sentiments, par la maîtrise du récit».
Après l'insurrection des décabristes, il craint la surveillance du pouvoir.
En 1827-1830, il édite la revue Le Messager de Moscou («Московский вестник»), de 1830 à 1831 pendant l'épidémie de choléra qui frappe l'Europe, il est rédacteur de la gazette Les Nouvelles de la situation de la ville de Moscou. Ensuite il édite avec Chevyriov la revue Le Moscovite (1841-1856) d'orientation slavophile, où il publie des articles. Il est également le rédacteur des six premiers numéros du Spectateur russe («Русский зритель»),  et à partir de 1837 du Recueil historique russe.
Il est l'auteur des nouvelles Le Miséreux (1825), Comme une réponse à l'écho (1825), La Tresse blonde (1826), Le Promis (1828), Le Jardin de Sokolniki (1829), Adèle (1830), La Criminelle (1830), Le Soir de la Saint-Basile (1831), Noire maladie, La Fiancée au marché, etc. ainsi que la tragédie historique en vers Marthe, la podestate de Novgorod (1830).

## Œuvres et bibliographie
Prose:
- Nouvelles de Mikhaïl Pogodine. t. 1 - 3. Moscou, 1832.
- La Fiancée au marché (Невеста на ярмарке), nouvelle en deux parties, Moscou, 1837.
- Nouvelles et drame de Pogodine, Moscou, 1984.

Journaux et prose autobiographique:

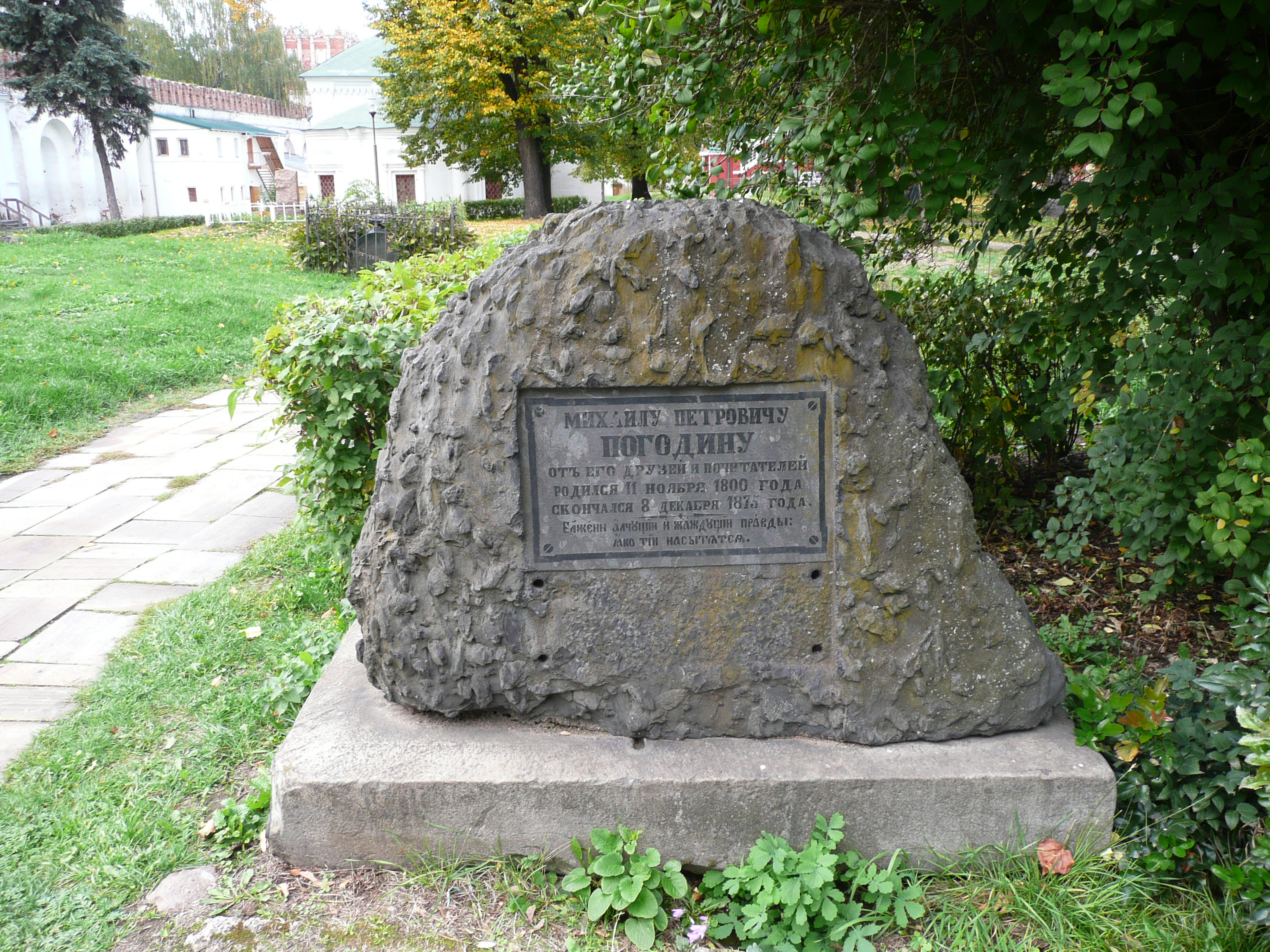
Pogodine est inhumé au cimetière du monastère de Novodiévitchi.

- 1. Journal de Pogodine. 1820—1822 // ОР РГБ. Ф. 231/I. К. 30. № 1.
- 2. Journal de Pogodine. 1822—1825 // ОР РГБ. Ф. 231/I. К. 31. № 1.
- 3. Journal de Pogodine. 1840—1845 // ОР РГБ. Ф. 231/I. К. 33. № 1.
- 4. Autobiographie // ИРЛИ, ОР, Ф. 26; 18 éd. chr.; 1826-1876.

Récits de voyage:
- Une année  dans des contrées étrangères (1839). Journal de voyage. t. 1 - 4., Moscou, 1844.
- Pskov, 1881.
- Promenade à Novgorod, 1859.